# 马索镇
马索镇（西班牙語：Villa de Mazo），是西班牙加那利群岛圣克鲁斯-德特内里费省的一个市镇，位于拉帕尔马岛的东南部。总面积71平方公里，总人口4791人（2018年），人口密度67人/平方公里。

## 图集

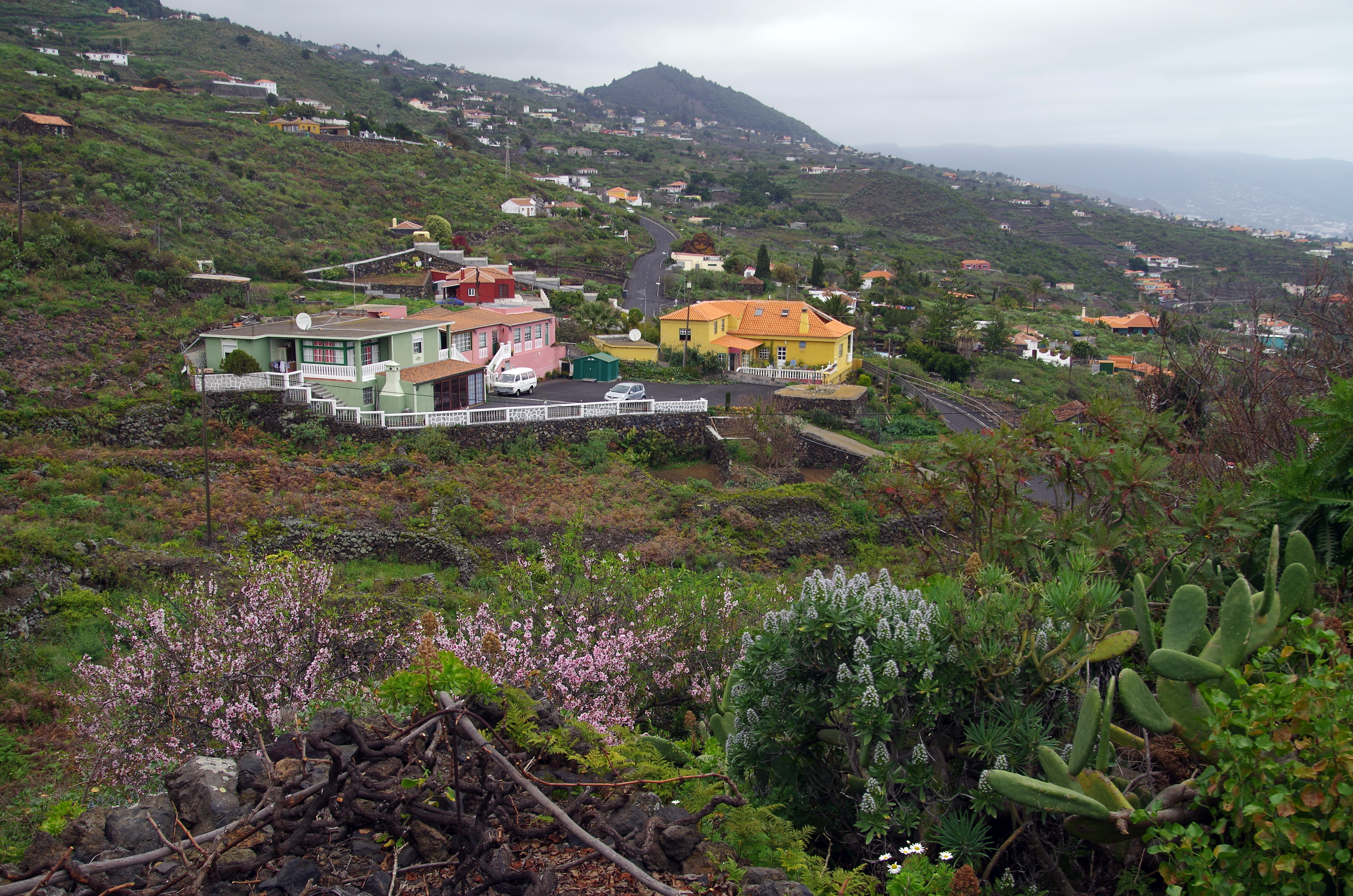
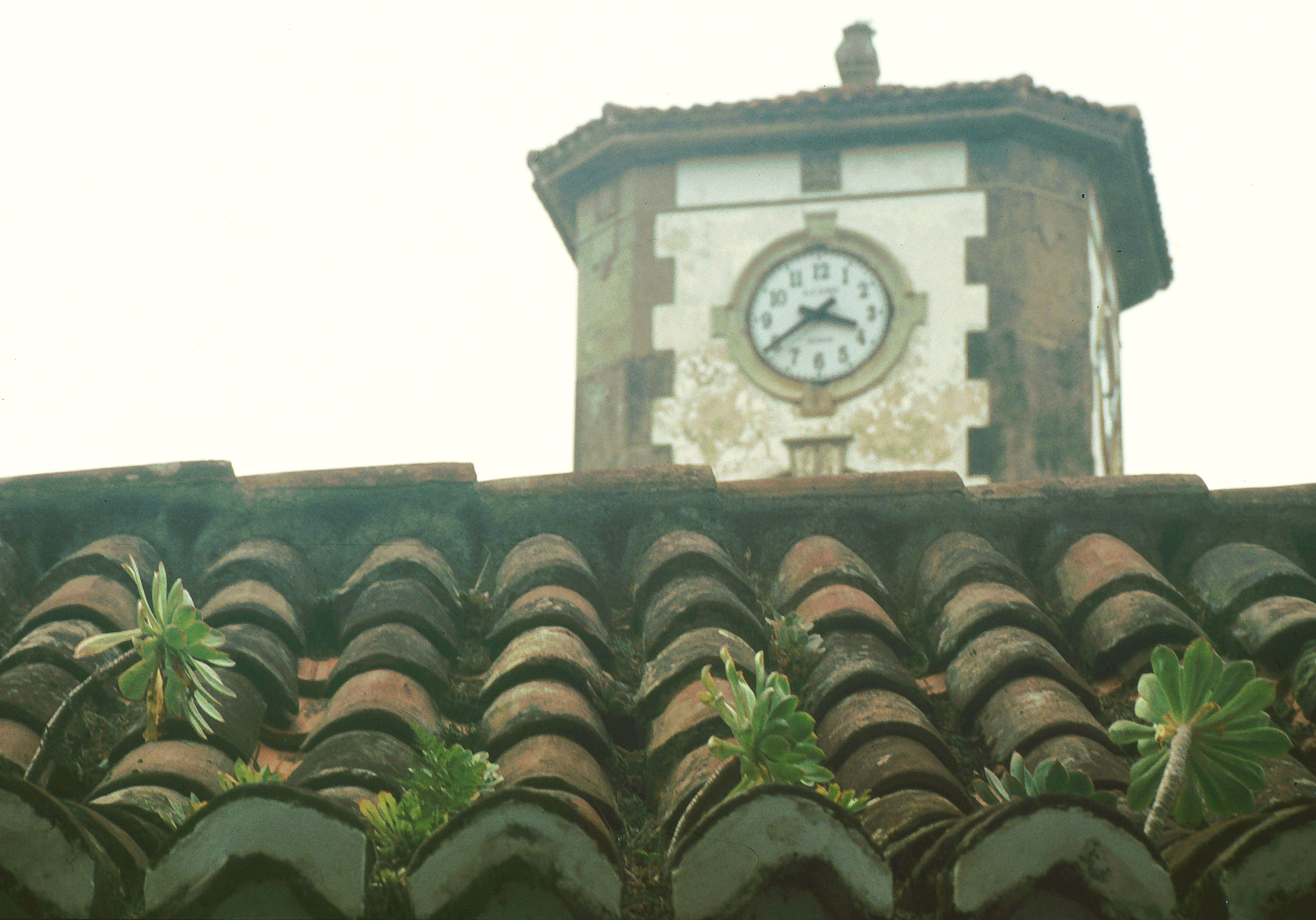
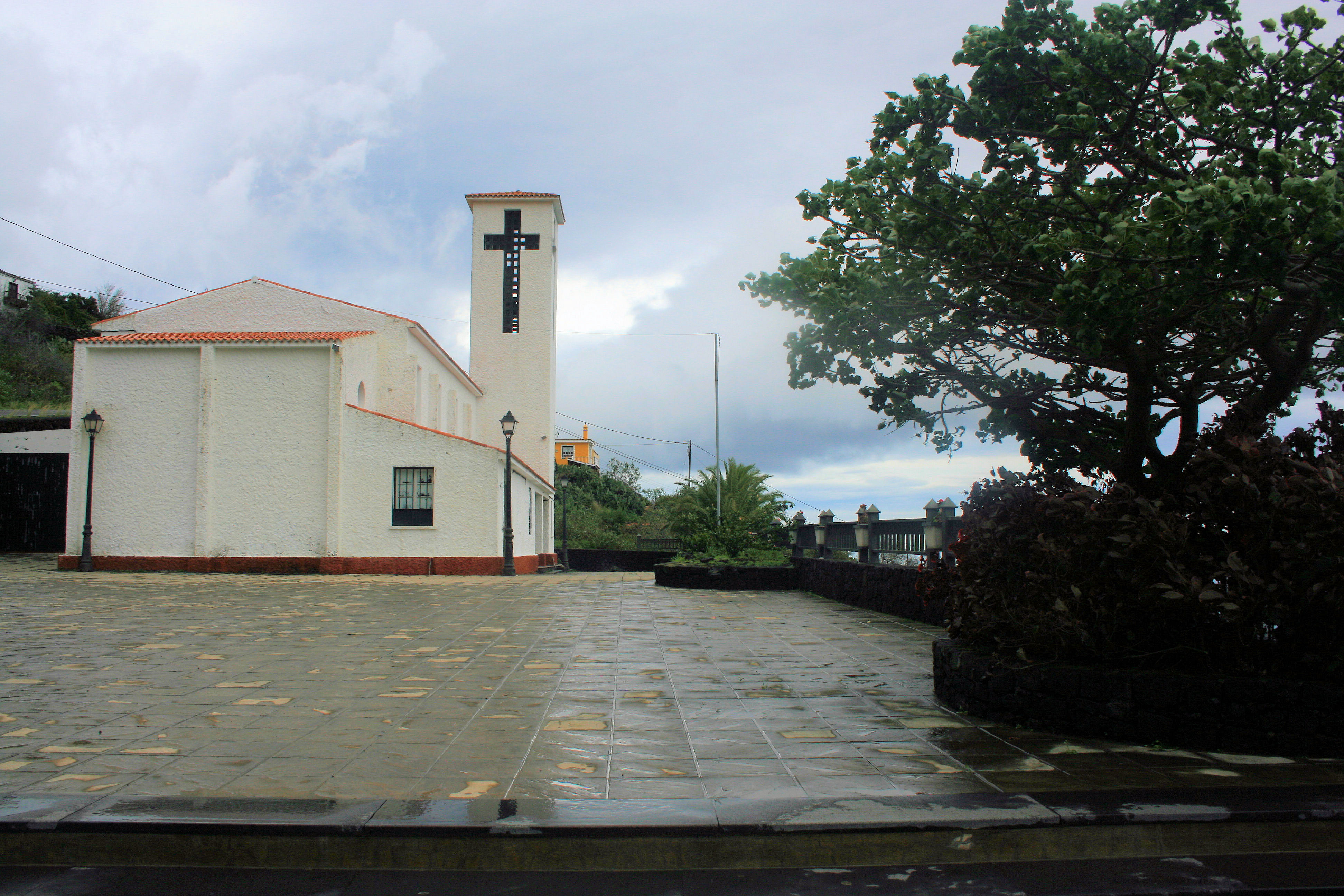
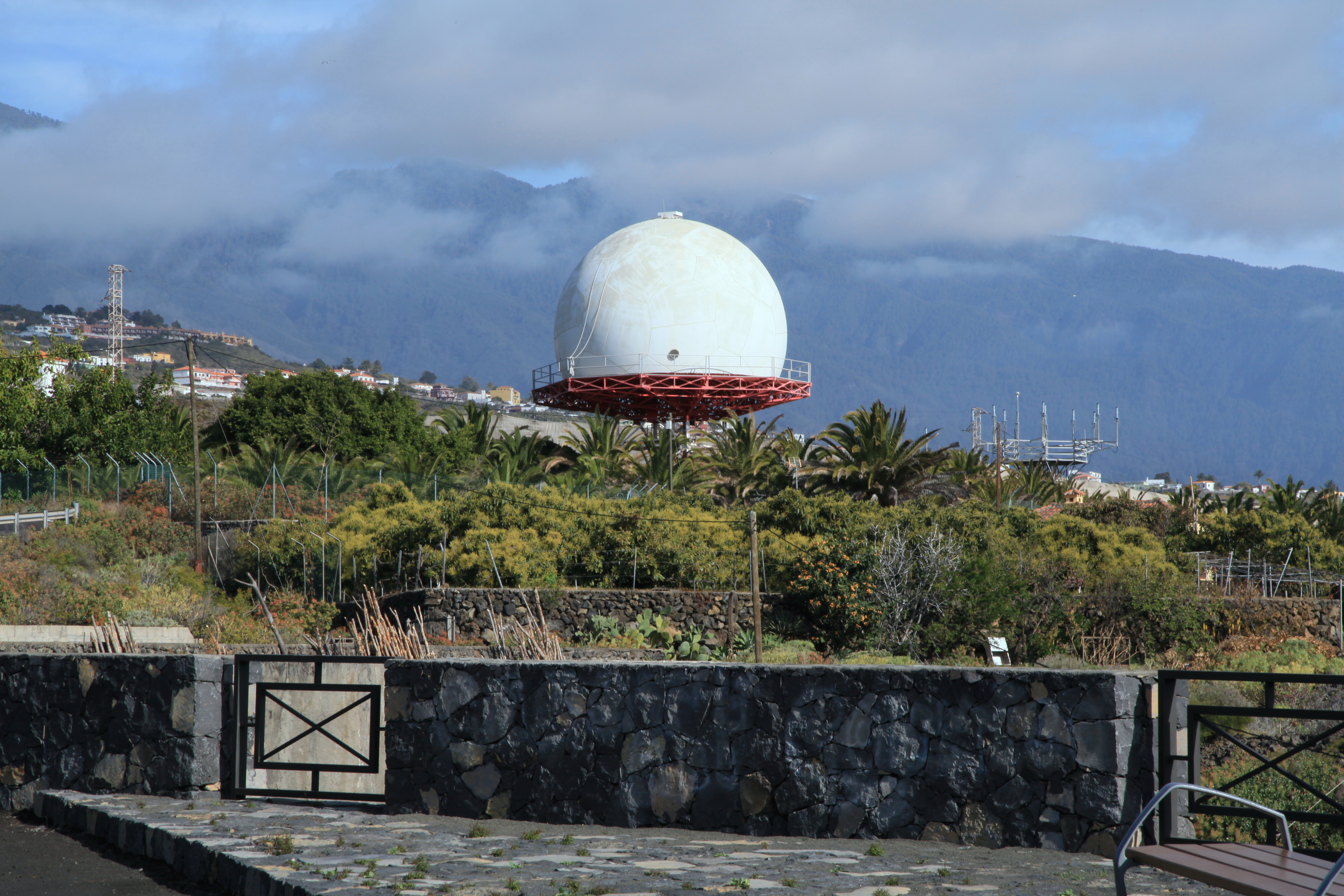

## 人口
| 马索镇                 |
|                        |
| 来源：西班牙国家统计局 |